# Monopiede

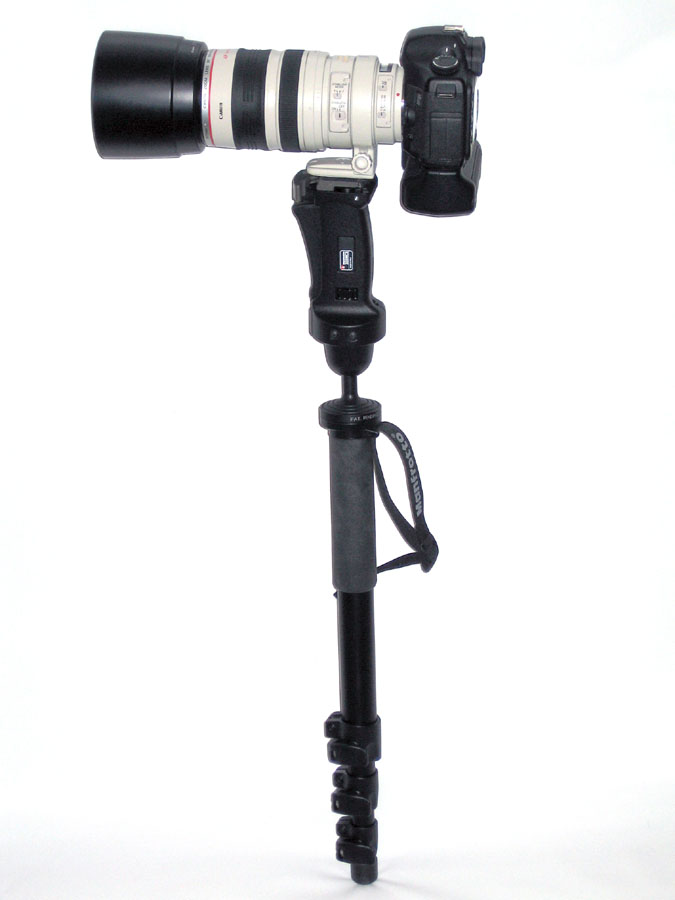
Fotocamera e teleobiettivo montata su monopiede con testa a pistola o a joystick

Il monopiede (comp. di mono- e piede, coniato su treppiede ), chiamato anche monopod, monopode o raramente monopodio, è un accessorio usato (in altre occasioni) al posto del treppiede, sia per il sostegno temporaneo che per la stabilizzazione delle immagini, delle varie camere foto-cine-video; ma può essere usato anche e per migliorare sia l'osservazione con i vari binocoli e cannocchiali a medio e alto ingrandimento (> 10x), che la mira con alcune armi da fuoco leggere.
Il collegamento tra monopod e strumento, è spesso fatta con l'uso di una testa snodata e regolabile di vario tipo, mentre l'aggancio vero e proprio viene svolto tramite collegamenti a vite meccanica, seguendo lo standard internazionale ISO 1222:2010, chiamati 1/4 (1/4-20 UNC) e 3/8 (3/8-16 UNC) di pollice, ed usati rispettivamente per fotocamere di piccolo formato o l'attrezzatura più leggera, e per attrezzatura più pesante, come le fotocamere di medio e di grande formato. 

## Utilizzo
Il monopiede riduce le vibrazioni dello strumento appoggiato, e quindi la maggior parte dei piccoli movimenti casuali. Normalmente elimina le vibrazioni sul piano verticale e riduce di molto quelle laterali, ma se utilizzato in combinazione con un secondo appoggio ad un grande oggetto fisso o pesante, si forma una sorta di bipiede e questa soluzione può anche eliminare i movimenti orizzontali (es. destra e sinistra).
A differenza di un treppiede, il monopiede non può sostenere apparecchi in modo indipendente, ma necessita sempre della mano di un utente che lo sorregge. Nel caso della fotografia, consente l'uso di tempi di posa più lunghi, rispetto all'utilizzo della camera a mano libera, ma non così lunghi come col treppiede. Avendo un piede soltanto, è più leggero del treppiede e dunque è più facile da trasportare e da utilizzare in modo rapido.
Molti monopiede possono essere utilizzati come chestpod o beltpod () nel senso che il piede del dispositivo può essere alloggiato su cinture, a volte con uno speciale adattatore, in vita o al torace del fotografo. Il risultato è che la macchina viene tenuta costantemente ferma più semplicemente e con una mano sola, anche se non nel modo più regolare, quando il piede è piantato a terra.
I monopiedi di solito sono chiudibili rapidamente in maniera telescopica quando non in uso, consentendo loro di essere trasportati e immagazzinati più facilmente. In generale, in termini di mobilità contro la stabilità, per tutti questi strumenti di stabilizzazione, se aumenta la mobilità, diminuisce la stabilità.